# 孫綝
孫 綝（そん ちん/そん りん、232年 - 259年）は、中国三国時代の呉の武将・政治家。字は子通。『三国志』呉志に伝がある。
呉の皇族である孫氏の一族。曾祖父は孫静。祖父は孫暠。父は孫綽。叔父は孫超・孫恭。従兄は孫峻・孫憲。弟は孫拠・孫恩・孫幹・孫闓。従姉は全尚の妻。

## 経歴
孫亮の時代に偏将軍を務めた。五鳳3年（256年）9月14日、孫亮の下でそれまで実権を握っていた孫峻は、魏への遠征を実施する中で急死した。このため従弟である孫綝が後継者に指名され、孫峻の後を継いで呉の実権を掌握した。
重臣の呂拠は、先に遠征の軍を率いて外地にあったが、孫綝が政治を執ることに反対。他の遠征軍の諸将と連名して、滕胤を丞相に推挙した。同年9月30日、孫綝が滕胤を大司馬とし、呂岱に代わって武昌に出鎮させようとしたが、呂拠は遠征先から帰還すると、滕胤を誘って共同で孫綝を廃すことを持ちかけた。孫綝は呂拠の動きを見て、従兄の孫憲らに江都で呂拠を迎撃させると共に、呂拠の遠征軍に加わっていた文欽・劉纂・唐咨に対し呂拠を討つことを命令した。また滕胤の元にも、侍中・左将軍の華融と中書丞の丁晏を差し向け、呂拠を討ちそのまま武昌に向かうよう命令した。
滕胤は身の危険を察して、華融らを人質にとって兵士を集め守りを固めた。さらに華融らを脅迫して手紙を書かせて孫綝を弾劾した。孫綝は激怒し、滕胤も謀反人として討伐することに決め、上奏すると共に、将軍の劉丞に命じて歩兵・騎兵で滕胤を攻撃させた。
孫綝はこうして孤立した呂拠を滅ぼし、滕胤をも殺害することにより政敵を排除した。太平元年（256年）11月、孫綝は仮節・大将軍・永寧侯となった。
一族の重鎮であった孫憲を孫峻の時代より冷遇したため、孫憲は腹を立て将軍の王惇と共に孫綝の暗殺を計画した。孫綝はこの計画を察知し、王惇を殺害した上で、孫憲を自殺に追い込んだ。
翌太平2年（257年）5月、寿春にいた魏の諸葛誕が司馬昭に対し反乱を起こした（諸葛誕の乱）。同年6月、文欽・全端・全懌・唐咨ら3万の軍を諸葛誕の援軍として派遣した。文欽は魏の王基の包囲陣を突破し寿春に入城した。しかしその後、各地から魏の軍勢が集まって20万ほどとなり、寿春は包囲された。
孫綝がこのとき密かに魏への援軍と見せかけ、朱異に命じて夏口に駐屯する一族の孫壱を攻撃させようとしたが、孫壱はそれを察知し魏に降服した。その後、朱異の3万の軍勢を安豊城に置き、寿春に籠城した文欽らを援助させたが、陽淵において魏の州泰に敗れた。同年7月、孫綝自ら大軍を率いて出陣し鑊里に本営を置き、朱異に丁奉と将軍の黎斐ら5万の軍勢を率いさせ、再び寿春を救援させようとしたが、魏の石苞・州泰・胡烈に大敗した。孫綝が再び朱異に3万の兵士を率いて魏を攻撃するよう命じたが、朱異に命令を拒否されたためこれを処刑し、弟の孫恩に救援させた。結局諸葛誕は敗北してしまい、同年9月に撤退を余儀なくされた。この敗戦は目的を達成できなかったばかりか、多くの将兵を犠牲にしてしまったため、人々の不満を高めることとなった。
孫亮が親政するようになると、孫綝は何度も問責を受けるようになったため、建業に帰還後も参内しないようにしていた。孫綝は朱雀橋の南に私邸を造営し、弟の孫拠に蒼龍門内で宿営に当たらせ、さらに孫恩・孫幹・孫闓を都の軍営に配置し、朝政を牛耳って保身を図ろうとした。
孫亮は、かつて朱公主が殺害された事件を調査し、朱拠の子である朱熊と朱損を孫峻の悪行を阻止しなかったことを理由に誅殺した。孫綝はそれを阻止しようとしたが止められなかった。
孫亮はさらに、全公主（孫魯班）・全尚・将軍の劉承らと共に孫綝の暗殺を計画した。孫綝は孫亮の皇后（母は孫綝の従姉）からその知らせを聞き、翌太平3年（258年）9月26日に軍勢を率いて全尚を逮捕し、劉承を蒼龍門外で殺害し、宮城を包囲した。そうした上で百官に図って孫亮の廃位を決め、諸国に報告させた。尚書令の桓彝が反対すると即刻殺害した。
孫綝は典軍の施正の勧めにより、琅邪王孫休を帝に迎えることに決めると、孫楷と中書郎の董朝を使者とし、会稽に居住する孫休を迎えに行かせる一方、孫亮を会稽王とし将軍の孫耽に命じて護送させた。全尚は零陵に強制移住させられ、全公主も豫章に配流となった。
孫綝は孫休が到着しない内に、自身が帝位に上る野心を抱いたが、虞汜に諌められたため思い直し、孫休を出迎えた。。
高官となり権力を掌握した孫綝は、礼に背く行動が多くなり、朱雀大橋のほとりにあった伍子胥の廟を焼いたり、寺を焼いて僧侶を斬るなどした。一方で、孫休に対して突然に引退を願い出たこともあり、孫休は孫綝を丞相・荊州牧に任じ、5つの県の食邑を与えるなどの厚遇を出さざるを得なかった。弟の孫恩は御史大夫・衛将軍、孫拠も右将軍に任じられ、共に県侯に封じられた。孫幹は雑号将軍となり、亭侯に封じられた。孫闓も亭侯となった。孫綝の一族から5人の侯が出るようになり、それぞれが近衛兵を率いたため、孫綝の権勢は主君を凌ぐものとなっていったという。
孫綝はあるとき、牛酒を孫休に献上しようとしたが断られたことがあったため、張布の家に行き、酒に酔った勢いで孫休の廃位を口にした。このため張布は早急にこのことを孫休に報告した。孫休は愉快ではなかったが、孫綝に心中を悟られないよう努め、孫恩を侍中に採り立て、孫綝と共に公文書を決裁させた。また、孫休は孫綝の叛意を告発した者のことを、孫綝に敢えて知らせることもした。孫綝はその告発者を殺害したものの、次第に不安を募らせるようになり、孟宗を通じて武昌への出鎮を願い出てきた。孫休はそれを許すと共に、孫綝旗下の1万の精兵に武装させ、さらに中央から給付した武器を使用してもよいと言い渡した。
将軍の魏邈は、孫綝が地方で変事を起こすであろうと述べ、武衛士の施朔も孫綝には謀反の証拠が存在すると述べた。孫休は張布と共に対策を協議し、張布に丁奉と共に、孫綝を朝会の席上で暗殺する計画を練らせた。
永安元年12月7日（259年1月17日）、建業の街で、明日の朝会で変事が起きるという噂が流れた。孫綝はこの噂を聞き機嫌が悪くなった。その夜、暴風が起きて木が倒れ砂を巻き上げた。孫綝の不安はますます募ったという。
翌日、祖先や神々を祭る会が催されることになっていたが、孫綝が病気を理由に欠席しようとしたため、孫休は孫綝を強引に参内させようとした。孫綝は部下達の制止にもかかわらず参内することにしたが、部下に役所内で火事を起こさせて、それを理由に退席しようと目論んでいた。
孫綝が参内してまもなく火事の知らせが入ったが、孫休は退席しようとする孫綝を推し留めた。それでも退席しようとする孫綝を、丁奉と張布は側仕えの者に目配せし、縛り上げさせた。
孫綝は叩頭を行い「交州へ配流していただきとうございます」と必死に命乞いをしたが、孫休は「なぜお前は滕胤と呂拠を配流にせず殺したのか」と問い詰めた。答えに窮した孫綝はなおも「宮中の奴隷にしていただきとうございます」と食い下がったが、始めから生かす気がなかった孫休は「なぜお前は滕胤と呂拠を奴隷にせず殺したのか」と問うたのち、殺害した。孫綝の享年は28歳であった。
孫綝の首を示して降参を呼びかけると、武器を捨ててそれに応じたものは5千人に上ったという。
孫闓が船で北方に逃亡し、魏に降服しようとしたが追撃を受けて斬られ、孫綝の一族も全員殺害された。さらに孫峻の墓も暴かれ、棺が削られた。孫休は孫峻・孫綝と同族であることを嫌い、彼等2人を一族の系図から外し、「故峻」「故綝」と呼ばせるようにした。